# اليونان في حروب البلقان
تعد مشاركة اليونان في حروب البلقان 1912-1913 واحدة من أهم الحلقات في تاريخ اليونان الحديث، حيث أتاحت هذه الحروب للدولة اليونانية بمضاعفة حجمها تقريبًا لتصل إلى معظم مساحتها الإقليمية الحالية. كما كانت بمثابة حافز للتطورات السياسية، حيث سلطت الضوء على شخصيتين هيمنت علاقتهما لاحقًا على العقد المقبل ما كان لذلك تداعيات طويلة الأمد على اليونان: رئيس الوزراء إلفثيريوس فينيزيلوس، والقائد العام للجيش، وولي العهد والملك فيما بعد قسطنطين الأول.
في حرب البلقان الأولى، كانت اليونان متحالفة مع بلغاريا، وصربيا والجبل الأسود في «عصبة البلقان» لمواجهة الإمبراطورية العثمانية. بدأت الحرب في 8 أكتوبر (25 سبتمبر بحسب التاريخ القديم) عام 1912 بإعلان الجبل الأسود الحرب، بينما انضمت اليونان، وبلغاريا، وصربيا في 17 أكتوبر (4 أكتوبر بحسب التا ريخ القديم) عام 1912. خلال هذه الحرب، قاتلت اليونان على جبهتين على الأرض، بالإضافة إلى تحمّلها الجهد البحري الرئيسي لحلفاء البلقان. كانت القوة الرئيسية الأولى على الأرض هي جيش ثيساليا، الذي نجح في احتلال جزء كبير من مقدونيا، بما في ذلك ميناء سالونيك المهم استراتيجيًا، في الساعات الأخيرة فقط من التقسيم البلغاري. أدى ذلك إلى زيادة التوتر بين الحليفين في الأشهر المقبلة، وكان أحد أسباب حرب البلقان الثانية. بعد الاختتام الناجح للعمليات في مقدونيا، نقل الجيش اليوناني ثقله إلى جبهة إبيروس، حيث سقطت مدينة يوانينا بعد حصار طويل، وتقدم اليونانيون إلى إبيروس الشمالية (جنوب ألبانيا الحديث). في بحر إيجه، استولت البحرية اليونانية على جميع جزر بحر إيجه باستثناء دوديكانيسيا التي احتلتها إيطاليا، وصد محاولتين من قبل البحرية العثمانية للانطلاق من الدردنيل.
على الرغم من بدء المفاوضات في لندن في ديسمبر عام 1912، استمرت الحرب حتى 30 مايو (17 مايو بحسب التاريخ القديم) عام 1913، عندما وُقعت أخيرًا معاهدة لندن. فشلت المعاهدة في إرضاء أي طرف معني، حيث كانت نقطة الخلاف الرئيسية هي تقسيم مقدونيا. في مواجهة المزاعم البلغارية، شكلت صربيا واليونان تحالفًا، وفي مساء يوم 29 يونيو (13 يونيو بحسب التاريخ القديم) عام 1913، شنت القوات البلغارية هجومًا مفاجئًا على حلفائها السابقين. سرعان ما صُدت الهجمات البلغارية وتراجعت. بالنسبة لليونان على وجه الخصوص، كانت معارك حرب البلقان الثانية مكلفة للغاية، حيث شق الجيش اليوناني طريقه إلى بلغاريا. بعد دخول رومانيا والإمبراطورية العثمانية في الحرب، أصبح الموقف البلغاري ميؤوسًا منه، وأُعلنت الهدنة في 30 يوليو. انتهت الحرب بمعاهدة بوخارست في 10 أغسطس عام 1913، والتي أكدت المكاسب اليونانية لمقدونيا وإبيروس (بدون إبيروس الشمالية) وكريت.